# Purgatorio - Canto tredicesimo

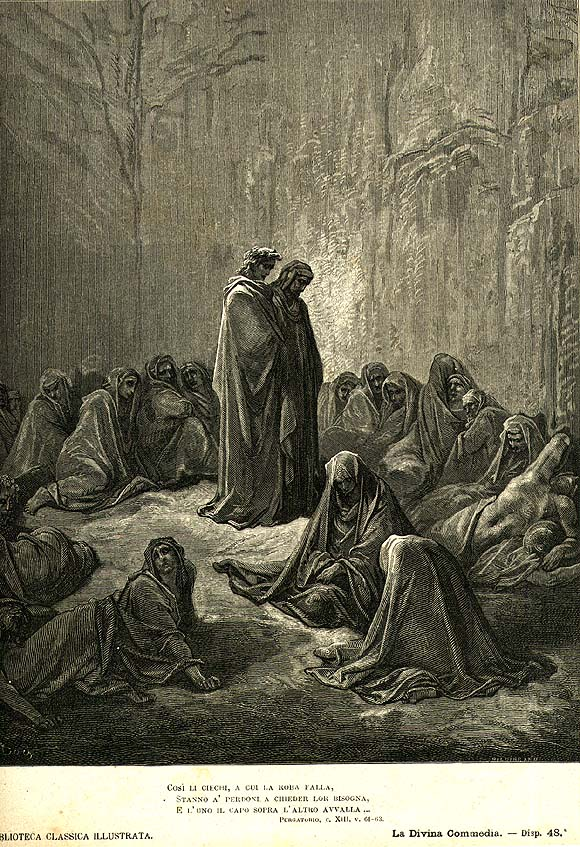
Gli invidiosi, illustrazione di Gustave Doré

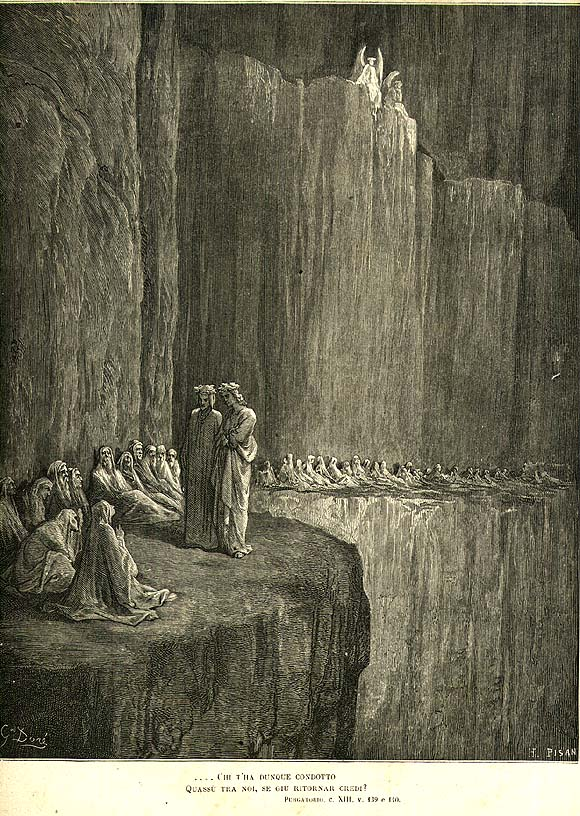
Sapia, illustrazione di Gustave Doré

Il canto tredicesimo del Purgatorio di Dante Alighieri si svolge sulla seconda cornice, ove espiano le anime degli invidiosi; siamo nel pomeriggio dell'11 aprile 1300 (Lunedì dell'Angelo), o secondo altri commentatori del 28 marzo 1300.

## Incipit
(Anonimo commentatore dantesco del XIV secolo)

## Temi e contenuti

### Gli invidiosi - vv. 1-21
Giunti alla sommità della scala, i due poeti si trovano nella seconda cornice, analoga alla prima ma di raggio minore. Non vi sono immagini o sculture, ma una pietra uniforme di colore "livido". Poiché non appare alcuna anima a cui chiedere la strada, Virgilio invoca il sole come guida al cammino.

### Esempi di carità - vv. 22-42
Dopo circa un miglio di cammino, si sentono venire in volo spiriti invisibili che esprimono moniti alla carità rivolgendo agli invidiosi inviti alla mensa dell'amore. La prima voce ripete volando: Vinum non habent (dall'episodio evangelico del Miracolo di Gesù della tramutazione dell'acqua in vino alle nozze di Cana); prima che il suono sparisca del tutto, un'altra voce: I' sono Oreste; quindi una terza: Amate da cui male aveste. Virgilio spiega che in questa cornice sono puniti gli invidiosi, e quindi sono stimolati da esempi di carità, virtù contraria all'invidia.

### La pena degli invidiosi - vv. 43-84
All'invito di Virgilio, Dante osserva poco più avanti alcune anime, sedute presso la roccia, vestite di manti il cui colore si confonde con la pietra. Dopo poco, ode le invocazioni di quelle anime a Maria e ai santi. Giunto presso di loro, il poeta è turbato e addolorato da ciò che vede. Esse sono rivestite di panno grezzo, si appoggiano l'una alla spalla dell'altra, e tutte sono addossate alla roccia. Sembrano i ciechi che chiedono l'elemosina davanti alle chiese. E cieche sono le anime, dato che hanno le palpebre cucite da un fil di ferro; dalle orribili cuciture trapelano le lacrime. Dante non vuole offenderle nel guardarle senza essere visto, ma Virgilio lo incoraggia a parlare.

### Sapìa senese - vv. 85-129
Con parole cortesi chiede se vi sia qualche italiano fra le anime; una voce risponde correggendo con garbo le sue parole. Dante si sposta verso l'anima che ha parlato, che attende, e ad una nuova domanda di Dante, rivela se stessa. Di origine senese, si chiamava Sapìa, benché (ironizza amaramente sul suo nome) non fosse savia, dato che godeva del male altrui più ancora che della fortuna propria. Per convincere Dante di questo, racconta che, quando già era anziana e quindi meno giustificabile nella sua "follia", durante la battaglia di Colle di Val d'Elsa (1269) pregava per la vittoria non dei suoi concittadini ma dei nemici fiorentini. Quando questo avvenne, esultò e quasi sfidò Dio gridando: «Ormai più non ti temo». Continua ricordando che si pentì solo alla fine della vita chiedendo perdono dei suoi peccati, e che sarebbe ancora nell'Antipurgatorio fra i negligenti, se un umile artigiano, Pier Pettinaio, non l'avesse ricordata nelle sue preghiere per puro spirito di carità.

### Colloquio con Dante - vv. 130-154
Chiede poi a Dante chi sia e come mai parli respirando (cioè sia vivo) e, come intuisce, ci veda. Dante risponde che anche a lui, dopo la morte, toccherà la pena degli invidiosi, ma per un tempo minore rispetto a quella che sconterà per la superbia, pena che teme maggiormente e per la quale si sente già il peso del masso sulle spalle. Aggiunge che l'anima silenziosa al suo fianco è la sua guida, e offre a Sapìa di ricordarla ai viventi perché possano pregare per lei. Sapìa, meravigliata per l'eccezionale condizione di Dante, gli chiede di risollevare la sua fama tra i suoi parenti, ma definisce con una perifrasi (in cui forse risuona una nota di scherno) i senesi come coloro che si sono illusi di trovare un inesistente fiume sotterraneo e di ritrovare la perduta grandezza comprando il porto di Talamone.

## Analisi
Il canto è costruito sul tema della cecità, a partire dall'uso dell'etimo di "invidia" (da in + videre, in latino guardare contro, guardare con ostilità). La vista è tolta con una forma di contrappasso particolarmente penosa, descritta con precisione nei molti particolari e rafforzata dalla similitudine con i ciechi mendicanti alle porte dei santuari. L'assenza di vista sembra riflettersi anche nell'assenza di colore che connota questo girone, uniformemente grigio, anzi "livido", sia nella roccia sia nelle vesti dei penitenti. Quasi spettrale anche l'effetto delle voci che arrivano in volo e subito si allontanano, e dei frammenti di litanie afferrati da Dante prima di vedere, con dolore e compassione, la schiera degli invidiosi.
Essi, che in vita ebbero sentimenti ostili e malevoli verso gli altri, ora si sostengono a vicenda: è una manifestazione di quello spirito di carità che, in quanto virtù contraria al peccato dell'invidia, contribuisce alla purificazione delle anime. Anche Dante si riconosce macchiato dall'invidia, ma in misura minore rispetto al peccato di superbia, sul quale ha avuto modo di riflettere percorrendo il primo girone, la cui pena ancora lo tormenta interiormente.
Mentre nel canto XI Dante ha incontrato tre diversi personaggi, ora, nel quadro desolato del secondo girone, solo una voce si fa sentire, dapprima con toni cortesi, poi con accenti di pentimento e di gratitudine per chi l'ha aiutata con la sua preghiera: è Sapìa. Lo sfondo della vita di Sapìa è ancora una volta la Toscana della seconda metà del Duecento: qui la città in primo piano è Siena, definita piena di gente vana ossia vanitosa e superficiale, come già nel canto XXIX dell'Inferno (v. 122). Però, tra tanti stolti, ci fu a Siena un modesto artigiano che per pura generosità pregò per Sapìa, così da abbreviarne la sosta nell'Antipurgatorio, dato che essa si era pentita solo sul finire della vita. Nelle parole di Sapìa non manca qualche traccia di ironia, non solo verso i concittadini (vv.151-154), ma anche verso se stessa, come nei vv.109-110 e nel v. 123 dove paragona se stessa al merlo che si illude che sia finito l'inverno quando appare un barlume di sole (come nel detto proverbiale sui giorni della merla).
Dell'identità storica di Sapìa si hanno poche notizie: dovrebbe essere nata intorno al 1230 ed essere probabilmente moglie di Ghinibaldo Saracini, signore di Castiglionalto presso Monteriggioni. Era zia di Provenzano Salvani, che Dante rappresenta nel girone precedente. Nella battaglia di Colle i senesi e gli altri Ghibellini, guidati proprio da Provenzano Salvani, furono sconfitti dai fiorentini comandati da Giovanni Bertrand vicario degli Angioini, l'8 giugno 1269.